# Keldernæs Jættestue
Keldernæs Jættestue er en gravhøj med jættestue lidt syd for landsbyen Keldernæs omtrent 6 km vest for Bandholm på Lolland. Den stammer fra yngre stenalder i perioden omkring 3500-2800 f.v.t. i det der kaldes tragtbægerkulturen. Selve højen er omkring 3,5 x 18 m, mens selve kammeret er ca. 8 x 2,5 m. Ganggraven består af et kammer og en passage ind til kammeret. Der er 9 bæresten og 6 dæksten. Selve gangen er opført af 4 bæresten i den ene side og 5 i den anden og 4 dæksten.
Lidt sydøst for Keldernæs Jættestue ligger Rørmarken Jættestue, som er noget mindre.